# Biskupice (powiat Chrudim)
Biskupice – gmina w Czechach, w powiecie Chrudim, w kraju pardubickim. Według danych z dnia 1 stycznia 2013 liczyła 67 mieszkańców.